# It's Not Unusual
«It's Not Unusual» es una canción compuesta por Les Reed y Gordon Mills, e interpretada por el cantante Tom Jones, quien la grabó y publicó en 1965

## Historia
La canción le había sido ofrecida previamente a la cantante Sandie Shaw. Jones la grabó, en principio, como una muestra para que Sandie Shaw la escuchara y se prestara a interpretarla. Sin embargo, la cantante quedó tan impresionada con la interpretación de Jones que recomendó que se publicara su versión. El tema alcanzó el número uno en las listas de éxitos del Reino Unido de 1965 e hizo famoso a Tom Jones. El productor de la grabación fue Peter Sullivan, de los estudios Decca.
El tema ha aparecido en muchas películas y series: El príncipe de Bel Air (1993), Edward Scissorhands (1990), Mars Attacks (1996) y Duck Dodgers (2003), entre otras. También fue tocada en estadios de diversos países como Inglaterra e Estados Unidos. Además, esta canción fue interpretada por Darren Criss en el primer capítulo de la tercera temporada de la serie de televisión Glee.

## Películas
- Edward Scissorhands (1990)
- Los Simpson (1992)
- El príncipe de Bel Air (1993)
- Mars Attacks (1996)
- Will & Grace (2001)
- Duck Dodgers (2003)
- Flora y Ulises (2021)
- El hijo (2023)